# Cambridgeshire (circonscription du Parlement européen)
Pour les articles homonymes, voir Cambridgeshire (homonymie).
Cambridgeshire étaient une circonscription du Parlement européen couvrant le comté du Cambridgeshire en Angleterre. Il a été créé en 1979 pour les premières élections au Parlement européen, mais a été aboli lors des élections de 1984.
Il a été recréé en 1994 et aboli en 1999 lors de l'adoption de la représentation proportionnelle pour les élections européennes au Royaume-Uni. Il a été remplacé par la région de l'Angleterre de l'Est.

## Limites

### 1979–1984
Lors de sa création en 1979, il se composait des circonscriptions parlementaires de Cambridge, Cambridgeshire, Huntingdonshire, Isle of Ely, Peterborough et Wellingborough.
Lorsqu'il a été aboli en 1984, les sièges subséquents étaient basés sur les circonscriptions parlementaires créées par les modifications des limites de 1983. La zone couverte par les nouvelles circonscriptions parlementaires de Cambridge, Huntingdon, North East Cambridgeshire, Peterborough et South West Cambridgeshire est devenue une partie de la circonscription de Cambridge and Bedfordshire North tandis que Wellingborough a été transférée au Northamptonshire et South East Cambridgeshire a été transférée au Suffolk.

### 1994–1999
La circonscription de Cambridgeshire a été recréée en 1994 à partir de parties de Cambridge and Bedfordshire North et Suffolk. La circonscription rétablie se composait des circonscriptions parlementaires de Cambridge, Huntingdon, North East Cambridgeshire, Peterborough, South East Cambridgeshire et South West Cambridgeshire. Cambridge, Huntingdon, North East Cambridgeshire, Peterborough et South West Cambridgeshire  faisaient auparavant partie de la circonscription de Cambridge and Bedfordshire North, tandis que le South East Cambridgeshire faisait partie de la circonscription du Suffolk.

## Membre du Parlement européen
| Élection | Élection | Portrait                                                      | Membre                                                        | Parti                                                         |
| -------- | -------- | ------------------------------------------------------------- | ------------------------------------------------------------- | ------------------------------------------------------------- |
|          | 1979     |                                                               | Sir Fred Catherwood                                           | Conservateur                                                  |
| 1984     | 1984     | circonscription abolie, voir Cambridge and Bedfordshire North | circonscription abolie, voir Cambridge and Bedfordshire North | circonscription abolie, voir Cambridge and Bedfordshire North |
|          | 1994     |                                                               | Robert Sturdy                                                 | Conservateur                                                  |
| 1999     | 1999     | circonscription abolie, voir Angleterre de l'Est              | circonscription abolie, voir Angleterre de l'Est              | circonscription abolie, voir Angleterre de l'Est              |

## Résultats des élections
Les candidats élus sont indiqués en gras.
| Parti         | Parti                                  | Candidat            | Voix    | %    | ± |
| ------------- | -------------------------------------- | ------------------- | ------- | ---- | - |
|               | Conservateur                           | Sir Fred Catherwood | 94,497  | 59,0 | ' |
|               | Travailliste                           | M L Mackie          | 42,038  | 26,3 |   |
|               | Liberal                                | M W B O'Loughlin    | 23,501  | 14,7 |   |
| Majorité      | Majorité                               | Majorité            | 52,459  | 32,7 |   |
| Participation | Participation                          | Participation       | 160,036 | 32,2 |   |
|               | Conservateur vainqueur (nouveau siège) |                     |         |      |   |

| Parti         | Parti                                  | Candidat             | Voix    | %    | ± |
| ------------- | -------------------------------------- | -------------------- | ------- | ---- | - |
|               | Conservateur                           | Robert Sturdy        | 66,921  | 37,6 | ' |
|               | Travailliste                           | Melanie Jane Johnson | 62,979  | 35,4 |   |
|               | Libéral Démocrate                      | Andrew Duff          | 36,114  | 20,3 |   |
|               | Green                                  | Margaret Wright      | 5,756   | 3,2  |   |
|               | Libéral                                | Paul Wiggin          | 4,051   | 2,3  |   |
|               | Natural Law                            | Francis Chalmers     | 2,077   | 1,2  |   |
| Majorité      | Majorité                               | Majorité             | 3,942   | 2,2  |   |
| Participation | Participation                          | Participation        | 177,898 |      |   |
|               | Conservateur vainqueur (nouveau siège) |                      |         |      |   |